# Shō-gawa (Gifu)
Le fleuve Shō (庄川, Shō-gawa) est un cours d'eau du Japon qui traverse, du sud au nord, les deux préfectures de Gifu et Toyama.

## Géographie

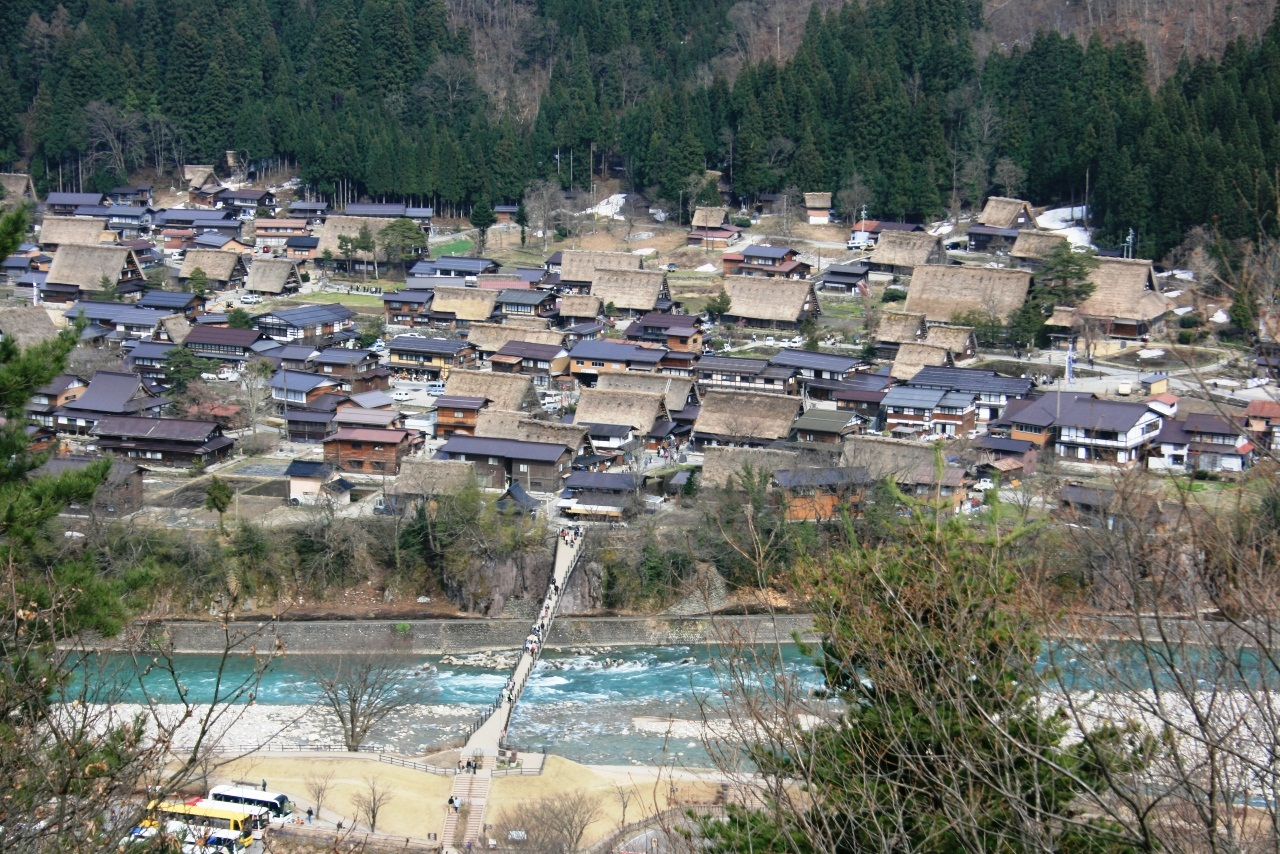
Le fleuve Shō dans le village de Shirakawa.

D'une longueur de 115 km, le fleuve Shō prend sa source dans une vallée fluviale encaissée entre les monts Washiba et Eboshi, situés au sud-ouest de la ville de Takayama, dans la préfecture de Gifu.
Son cours s'oriente sud-nord dans un bassin versant de 1 180 km2, passe au sud-ouest de Takayama, entre dans le lac Mibohoro puis longe les monts Ryōhaku. Poursuivant sa course vers le nord, le fleuve Shō parcourt du sud au nord, dans la vallée de Shogawa, le village de Shirakawa, classé depuis 1995 au patrimoine mondial par l'UNESCO. Environ 8,5 km plus loin, il entre dans la préfecture de Toyama où il traverse les villes de Nanto puis Tonami. Il termine son parcours à l'ouest d'Imizu, où il se jette dans la baie de Toyama.
Le bassin versant du fleuve Shō est constitué à 93 % de régions montagneuses et 17 barrages ont été construits sur le fleuve pour produire de l'électricité et réguler ses crues.

## Biotope
Sur les rives de la partie amont du fleuve Shō, se développe une végétation abondante, incluant des saules, des noyers du Japon, des roseaux communs et une variété japonaise de Gleditsia.
Dans sa partie supérieure vivent des espèces de Salvelinus et de Tribolodon. Dans sa partie centrale et en aval, des poissons sucrés, des carpes, des saumons et des truites peuvent être capturés. La qualité des eaux du fleuve Shō permet de rencontrer des espèces de poissons plus délicates comme l'ayukake et l'épinoche.
À l'embouchure du fleuve, la faune aviaire comprend des goélands cendrés et des grèbes castagneux. Ses rives sont peuplées de pluviers, de bergeronnettes, de hérons, de bruants et d'alouettes.